# E-Prix di San Paolo 2024 (stagione 11)
L'E-Prix di San Paolo 2024 (Stagione 11) è stato il primo appuntamento del Campionato mondiale di Formula E 2024-2025, che si è tenuto nel circuito cittadino di San Paolo il 7 dicembre 2024.
La gara è stata vinta dal neozelandese Mitch Evans al suo tredicesimo successo nella categoria, seguito da Antonio Felix Da Costa e dal rookie Taylor Barnard, che conquista il primo podio nella categoria.
Mitch Evans è stato il primo pilota nella storia della Formula E a vincere un E-Prix partendo dall'ultima posizione.